# Сан Марино на Светском првенству у атлетици на отвореном 2015.
Сан Марино је учествовао на Светском првенству у атлетици на отвореном 2015.  одржаном у Пекингу од 12. до 30. августа петнаести пут, односно учествовао је на свим првенствима до данас. Представљао га је један атлетичар који се такмичио у скоку увис,
На овом првенству Сан Марино није освојило ниједну медаљу, нити је постигнут неки рекорд.

## Резултати

### Мушкарци
| Атлетичарк   | Дисциплина | Лични рекорд | Квалификације | Квалификације | Финале               | Финале       | Детаљи |
| Атлетичарк   | Дисциплина | Лични рекорд | Резултат      | Место         | Резултат             | Место        | Детаљи |
| ------------ | ---------- | ------------ | ------------- | ------------- | -------------------- | ------------ | ------ |
| Еуђенио Роси | скок увис  | 2,27 НР      | 2,17          | 17. у гр. Б   | Није се квалификовао | 37 / 39 (41) |        |